# Baba (canção)
Baba é o segundo single da cantora de música pop brasileira Kelly Key, presente em seu álbum de estréia, o homônimo Kelly Key. Lançada oficialmente em 5 de novembro de 2001, a canção foi composta pela cantora em parceria com o compositor Andinho, trazendo uma sonoridade mesclada entre pop e R&B. A canção foi o single de maior sucesso na carreira de Kelly Key.

## Composição e desenvolvimento
Composta pela cantora em parceria com o compositor Andinho, a canção explora o tema da garota desprezada por um homem por considera-la ainda muito nova e que, algum tempo depois, retorna como uma jovem sexy, fazendo-o se arrepender. A canção passou para os estúdios onde foi gravada com uma sonoridade diferente da normalmente utilizada no Brasil, explorando além do pop convencional, o R&B e elementos de Dance-pop, inspirado no estilo de música americana como Britney Spears e Destiny's Child.

## Divulgação e desempenho
"Baba" foi divulgada com exclusividade primeiramente pela rádio Jovem Pan FM, onde alcançou o primeiro lugar em poucas semanas de lançamento. Em pouco tempo, Kelly Key foi convidada para se apresentar em programas como Planeta Xuxa, Caldeirão do Huck, Domingão do Faustão, Programa da Hebe, Domingo Legal, dentre outros. A cantora ainda passou por programas como o Disk MTV, onde figurou o primeiro lugar consecutivas vezes com o videoclipe do single. Com o sucesso da canção, o primeiro single da carreira de Kelly Key, Escondido, que não havia surtido grande efeito anteriormente, voltou a figurar as paradas brasileiras, alcançando a sexta posição, tornando-se assim uma das músicas de maior sucesso da carreira da cantora.

## Recepção e crítica
A canção recebeu críticas positivas, comparando Kelly Key à cantoras norte-americanas pelo estilo adotado por suas canções. O Jornal Agora classificou a cantora como "uma Britney Spears brasileira" e completou dizendo que foi a maior produção de Sérgio Mama.. A Abril Music classificou a cantora como "a nova sensação pop brasileira" e sites como o UOL Music e o Terra Música consideraram a canção como a libertação do pop brasileiro e Kelly Key como um nome a ser lembrado. Segundo o jornalista Alex Antunes a canção fez Kelly Key ficar conhecida nacionalmente pelo seu modo explicito e desbocado de falar sobre sexo, fazendo a cantora ficar conhecida como o oposto da virginal Sandy.

## Outras mídias
Em 2010 a canção foi usada como argumento em tribunais judiciais, quando o juiz Luiz Carlos da Costa, da 1ª Vara Especializada da Família, reproduziu a letra inteira da canção para criticar os motivos que levaram o plano de saúde a negar o tratamento de radioterapia a uma paciente com câncer.

## Covers
- A banda de pop rock brasileira Kid Abelha regravou a canção no álbum ao vivo Acústico MTV, em 2002.[5]
- A cantora de MPB Maria Gadú gravou um cover do single para seu primeiro álbum em estúdio, o homônimo Maria Gadú, em 2009.[6]
- A cantora Claudia Leitte canta a canção em sua turnê Rhytmos Tour, em 2010.[7]
- A cantora Preta Gil gravou um cover do single em seu primeiro DVD, Noite Preta Ao Vivo, em 2010.[8]
- O cantor Edson Cordeiro fez uma apresentação ao vivo da canção no Programa do Jô, em 2011.
- Marcelo Camelo também já interpretou essa música.

## Versão em espanhol
"Baba" é o primeiro single em espanhol da carreira da cantora pop brasileira Kelly Key, presente em seu primeiro álbum latino, Kelly Key en Español, impulsionado pelo grande sucesso da cantora na América Latina, tomando uma proporção maior do que se esperava. Lançado em 5 de abril de 2002 o single ficou entre os dez mais bem sucedidos no Hispano-América.

## Prêmios e indicações
| Ano  | Prêmio                 | Versão    | Categoria                       | Resultado |
| ---- | ---------------------- | --------- | ------------------------------- | --------- |
| 2002 | MTV Video Music Brasil | Kelly Key | Escolha da Audiência            | Indicado  |
| 2002 | MTV Video Music Brasil | Kelly Key | Videoclipe de Artista Revelação | Indicado  |